# Jan Schur
Jan Schur (Leipzig, 27 de noviembre de 1962) fue un ciclista alemán que corrió profesionalmente entre 1990 y 1994, aunque sus mayores éxitos fueron cómo amateur compitiendo por el Alemania del Este.
Es hijo del también ciclista Gustav-Adolf Schur.

## Palmarés
1982
- 1 etapa del Tour de Polonia

1986
- 1 etapa del Circuito Franco-belga

1987
- 1 etapa de la Vuelta a Suecia
- 1 etapa del Tour de Grecia

1988
- Medalla de oro en los Juegos Olímpicos en la prueba de 100 km contrarreloj por equipos
- 1 etapa del Gran Premio Guillermo Tell
- 1 etapa del Tour de Vaucluse

1989
- Campeonato del mundo en contrarreloj por equipos
- 1 etapa del Tour de Grecia

## Resultados en Grandes Vueltas y Campeonato del Mundo
| Carrera         | 1990  | 1991  | 1992  | 1993 | 1994 |
| --------------- | ----- | ----- | ----- | ---- | ---- |
| Giro de Italia  | 91.º  | -     | 124.º | -    | Ab.  |
| Tour de Francia | 105.º | 139.º | -     | -    | -    |
| Vuelta a España | -     | Ab.   | -     | -    | -    |
| Mundial en Ruta | -     | -     | -     | -    | -    |